# Massimiliano Garuglieri
Massimiliano Garuglieri detto Storto (Siena, 7 ottobre 1813 – Siena, 4 dicembre 1852) è stato un fantino italiano, due volte vincitore del Palio di Siena.

## Carriera
Corse 17 Palii, esordendo nel 1835 con una caduta nella Civetta. Ma proprio in quella occasione si verificò un fatto curioso: Francesco Grazzi detto Stecco, fantino già vittorioso nel 1827 ma quel giorno presente in Piazza del Campo tra gli spettatori, dopo la caduta di Storto alla curva di san Martino, preso dai fumi dell'alcool e contro ogni regola, montò sul cavallo scosso della Civetta e si mise all'inseguimento dei primi; ma lo stesso Stecco, al giro successivo, cadde e venne trasportato in ospedale.
La prima vittoria di Storto risale al 2 luglio 1838 nel Bruco, quando riuscì ad avere la meglio dei rivali grazie al sorpasso a Nicchio e Chiocciola durante il terzo giro di Piazza. Bissò il successo dopo ben 7 anni di assenza dal Palio: il 16 agosto 1846 vinse infatti sotto i colori dell'Oca. Si ritirò poi nel 1852.